# Minocqua (Wisconsin)
Minocqua – jednostka osadnicza w Stanach Zjednoczonych, w stanie Wisconsin, w hrabstwie Oneida.